# Fidiobia
Fidiobia is een geslacht van vliesvleugelige insecten uit de familie Platygastridae.

## Soorten
- F. polita Buhl, 1998
- F. pronotata Szabó, 1958
- F. rugosifrons Crawford, 1916
- F. synergorum (Kieffer, 1921)